# Ukrán nyelvtan

Az ukrán nyelvtan (ukr. Граматика української мови), mint a szláv nyelveké általában, flektáló nyelvre jellemző, és viszonylag nagy súlya van benne a szintetizmusnak az analogizmussal szemben. Eszerint viszonylag gazdag névszóragozással rendelkezik. Nincs sok igemód- és igeidő-alakja, de a grammatikai személyeket az ige jól fejezi ki. Csupán a kijelentő mód múlt idő alakjától idegen a személy kategóriája, viszont kifejez három nemet, akárcsak a névszók. Jelezve van a hímnem, a nőnem és a semleges nem. Jellemző még az ukrán igére az igeszemlélet (aspektus) rendszeres jelzése.

## Alaktan

### A főnév

#### A főnév neme
A nemet általában a főnév alapalakjának az utolsó hangja jelzi. Ez az egyes szám alanyeset alakja. Megjegyzendő, hogy elég sok kivétel is van.

##### Kemény mássalhangzóra végződő főnevek
Csaknem minden kemény, azaz nem palatalizált mássalhangzóra végződő főnév hímnemű, pl. робітник ’munkás’, син ’vkinek a fia’, будинок ’épület’. Kivételt képeznek egyes nők által is gyakorolt foglalkozások nevei, amelyekkel azonban nőnemben egyeztetik a nemben egyeztetendő szavakat, pl. Президент прибув/прибула ’Az elnök megérkezett’. Ezek többsége viszonylag nem régi jövevényszó, de van néhány nem jövevény is, mint лікар ’orvos’.
Egyes б, п, в, м, ф, ш, ч, щ és ж végződésű szavak hímneműek, mások nőneműek. Hímneműek például ніж ’kés’, плач ’sírás’, рукав ’ruhaujj’. A nőneműek eredetileg ugyanezeknek a mássalhangzóknak a palatalizált párjára végződtek, de ezek a nyelvtörténet során kemények lettek, pl. a подорож ’utazás’, ніч ’éjszaka’, кров ’vér’ szavakban.

##### Lágy mássalhangzóra végződőek
Egyes lágy (palatalizált) mássalhangzóra végződő főnevek hímneműek, mások nőneműek. A képző nélküliek neme csak a kontextusukból derülhet ki. Hímneműek біль ’fájdalom’, день ’nap’, нікель ’nikkel’ stb., nőneműek pedig лінь ’lustaság’, осінь ’ősz’ vagy смерть ’halál’.
Más ilyen végződésű főnevek nemét jellegzetes képzők jelzik:
- hímneműek az alábbiakkal képzettek:
  - -ець: українець ’ukrán (férfi)’, читець ’felolvasó’ stb.;
  - -тель: вчитель ’tanító’, мислитель ’gondolkodó’ stb.;
- Nőneműek az -ість képzősök: молодість ’fiatalság’, свіжість ’frissesség’ stb.

##### -a-ra végződőek
Az -a-ra végződő főnevek többsége nőnemű:
- képző nélküliek: сестра ’nővér’, нога ’láb’, сторона ’oldal’ stb.;
- jellegzetes képzősök: дочка ’vki lánya’, вівчарка ’juhász nő’, студентка ’egyetemista lány’ stb.

Olyan személyeket megnevező köznevek is vannak, amelyek úgy nőre, mint férfira vonatkozhatnak. Ezek természetes neme csak a kontextusból derül ki. Példák слуга ’szolga’, колега ’kolléga’, листоноша ’postás’. Ezek között vannak -xa képzősök is, pl. сіромаха ’szegény’.
A sok női -a-ra végződő keresztnév mellett vannak ilyen férfikeresztnevek is. Ezek között vannak szokásosak, mint Микола ’Miklós’, és becézettek, mint Жора (< Георгій ’György’).
Néhány semlegesnemű -a végződésű főnév is van, amelyek hangsúlya mindig ezen az -a-n van, pl. ведмежá ’medvebocs’.

##### -я-ra végződőek
Az ilyen főnevek egy része nőnemű: képző nélküli (pl. цибуля ’hagyma’) vagy -ниця képzős (pl. робітниця ’munkásnő’).
Mások úgy hímnemű, mint nőnemű személyeket neveznek meg, pl. п’яниця ’részeges’, тихоня ’hallgatag személy’.
Vannak még -я végződésű női keresztnevek, valamint becézett férfikeresztnevek is: Вася (< Василь ’Bazil’), Женя (< Євген ’Jenő’).
Sok ilyen végződésű főnév semlegesnemű, pl. здоров’я ’egészség’. Közöttük vannak állatok kicsinyeinek nevei is: каченя ’kiskacsa’, лисеня ’kisróka’ stb. Könnyű felismerni semlegesneműekként a hosszú mássalhangzó + -я végződésű főneveket, mint почуття ’érzelem’, моделювання ’modellezés’ stb.

##### -o-ra és-e-re végződőek
A nem jövevény -o végződésű köznevek mind semlegesneműek, pl. вікно ’ablak’, коліно ’térd’, місто ’város’.
Egyes szokásos vagy becézett férfikeresztnevek is -o-ra végződnek: Павло ’Pál’, Ванько (< Іван ’Iván’). Hímnemű személyt megnevező köznév is végződhet -o-ra. Lehet szokásos (батько ’apa’) vagy becézett: батенько ’apuka’.
Gyakorlatilag minden -e végződésű főnév semlegesnemű, pl. місце ’hely’, поле ’mező’, явище ’jelenség’.

#### A főnevek ragozása
A főnevet hét eset jellemzi. Ezek az alábbi alapfunkciókat adják neki:
- alanyeset (A.) – alany;
- birtokos eset (B.) – tulajdonost kifejező jelző;
- részes eset (R.) – részeshatározó;
- tárgyeset (T.) – tárgy;
- eszközhatározó eset (E.) – eszközhatározó és társhatározó;
- locativus (L.) – helyhatározó;
- megszólító eset (M.) – megszólítási, nem mondattani funkció.

A főneveket négy ragozási osztályra osztják, nemük és alapalakjuk végződése szerint. Mindegyik keretében vannak alosztályok is aszerint, hogy a főnevek töve kemény, lágy vagy susogó mássalhangzóra végződik. Az utóbbiak a ш (s), a ж (zs), a ч (cs) és a дж (dzs). Az alábbi példák csak a mindegyik osztályhoz és alosztályhoz tartozó leggyakoribb főneveket képviselik.

##### 1. ragozás
Ehhez az osztályhoz a mássalhangzóra végződő tövű hímnemű, és az egyes szám alanyesetben -o, -e vagy -я ragú semleges nemű főnevek tartoznak, kivéve az A. és a T. eset ragjai előtt az -ат-, a -ят- vagy az -ен- képzőt tartalmazókat. Példák:
Egyes szám:
| A. | брат ’fivér’  | гай ’kiserdő’ | село ’falu’ | поле ’mező’ | знання ’tudás’ |
| B. | брата         | гаю           | села        | поля        | знання         |
| R. | брату/братові | гаю/гаєві     | селу        | полю        | знанню         |
| T. | брата         | гай           | село        | поле        | знання         |
| E. | братом        | гаєм          | селом       | полем       | знанням        |
| L. | брату/братові | гаю           | селі        | полі        | знанні         |
| M. | брате         | гаю           | село        | поле        | знання         |

Többes szám:
| A. | брати   | гаї   | села   | поля       | знання   |
| B. | братів  | гаїв  | сiл    | полїв/піль | знаннь   |
| R. | братам  | гаям  | селам  | полям      | знанням  |
| T. | братів  | гаї   | села   | поля       | знання   |
| E. | братами | гаями | селами | полями     | знаннями |
| L. | братах  | гаях  | селі   | полях      | знаннях  |
| M. | брати   | гаї   | села   | поля       | знання   |

Megjegyzések:
1. Az élőt (személyt, állatot) megnevező főnevek tárgyesetének alakja ugyanaz, mint a birtokos esetüké, az élettelent (tárgyat, fogalmat) megnevezők tárgyesetű alakja pedig az alanyesetű alakjukkal azonos.
2. Csak az első két alosztályhoz tartozó főneveknek van megszólító esete, és csak egyes számban. Csak az első alosztályúaknak van saját alakja, a második alosztályé azonos a birtokos alakkal, többes számban pedig mindegyik alosztályban a megszólító eset alakja azonos az alanyesetűvel.
3. A поле ’mező’ többes szám birtokos esetének két alakja van. Az egyik ragja nulla, mint a többi két semleges nemű főnévé ebben az esetben.

##### 2. ragozás
Ez az osztály a nőnemű és hímnemű egyes szám alanyesetben -a vagy -я ragú főneveké.
Egyes szám:
| A. | сестра ’nővér’ | межа ’mezsgye’ | надія ’remény’ |
| B. | сестри         | межi           | надії          |
| R. | сестрi         | межi           | надії          |
| T. | сестру         | межу           | надію          |
| E. | сестрою        | межeю          | надією         |
| L. | сестрi         | межi           | надії          |
| M. | сестрo         | межe           | надіє          |

Többes szám:
| A. | сестри   | межi   | надії   |
| B. | сестер   | меж    | надій   |
| R. | сестрам  | межам  | надіям  |
| T. | сестер   | межi   | надії   |
| E. | сестрами | межами | надіями |
| L. | сестрах  | межах  | надіях  |
| M. | сестри   | межi   | надії   |

Megjegyzések:
1. Csak az ehhez az osztályhoz tartozó főneveknek van saját egyes szám tárgyesetű alakja, akár élőket, akár életteleneket neveznek meg.
2. Az élőket megnevezőknek csak többes számban azonos a tárgyesetű alakja a birtokos esetű alakkal, az életteleneket megnevezőknek pedig az alanyesetű alakkal.
3. Mindegyik alosztályban van saját alak megszólító esetben, de csak egyes számban. Többes számban az alanyesettel van alakazonosság.

##### 3. ragozás
Idetartoznak az alapalakjukban mássalhangzóra végződő nőnemű főnevek:
|    | Egyes szám       | Egyes szám  | Többes szám | Többes szám |
| -- | ---------------- | ----------- | ----------- | ----------- |
| A. | подорож ’utazás’ | вість ’hír’ | подорожi    | вістi       |
| B. | подорожi         | вістi       | подорожeй   | вістeй      |
| R. | подорожi         | вістi       | подорожам   | вістям      |
| T. | подорож          | вість       | подорожi    | вістi       |
| E. | подорожжю        | вістю       | подорожами  | вістями     |
| L. | подорожi         | вістi       | подорожах   | вістях      |
| M. | подорожe         | вістe       | подорожi    | вістi       |

##### 4. ragozás
Ez a ragozási osztály az -a és a -я végződésű semlegesnemű főneveké, amelyekben az egyes szám A. és T. eseteken kívül a rag előtt az -ат-, a -ят- vagy az -ен- képző van:
|    | Egyes szám  | Egyes szám   | Többes szám | Többes szám |
| -- | ----------- | ------------ | ----------- | ----------- |
| A. | ім’я ’név’  | лоша ’csikó’ | іменa       | лошатa      |
| B. | іменi       | лошати       | імен        | лошат       |
| R. | іменi       | лошатi       | іменами     | лошатами    |
| T. | ім’я        | лоша         | іменa       | лошатa      |
| E. | іменeм/імям | лошам        | іменами     | лошатами    |
| L. | іменi       | лошатi       | іменах      | лошатах     |

### A melléknév
Az ukrán nyelv grammatikái háromféle melléknevet vesznek számba:
- A minősítő melléknevek tulajdonságokat fejeznek ki. Csak ezek fokozhatók, és lehetnek úgy jelzők, mint névszói állítmányok. Ilyen például a тихий ’csendes’ melléknév.
- A viszonyító melléknevek viszonyt fejeznek ki két főnév között. Ezek nem fokozhatók és rendszerint nem lehetnek névszói állítmányok. Főnevekből képzettek, azokból, amelyek viszonyba lépnek olyan főnevekkel, amelyeket jeleznek, pl. кам’яний ’kőből való’.
- A birtokos melléknevek is főnevekből képzettek, és a jelzett főnév által megnevezett valaki/valami birtokosát fejezik ki. Olyan képzőkkel alakulnak, amelyek a birtokos nemének felelnek meg (pl. батькiв (hímnem) ’az apa vkije/vmije’, сестрин (nőnem) ’a nővér vkije/vmije’) és minden melléknévhez hasonlóan nemben, számban és esetben egyeznek a jelzett főnévvel.

#### A melléknevek ragozása
Az ukrán nyelvben a minősítő és a viszonyító melléknevek abban különböznek a főnevektől, hogy alapalakjuknak, az egyes szám hímnem alanyesetű alaknak jellegzetes ragja van. Kétféle melléknév-ragozás van, kemény és lágy.
Kemény ragozásúak elsősorban azok a minősítő és viszonyító melléknevek, amelyek ragja egyes szám hímnem alanyesetben -ий:
| Eset | Egyes szám              | Egyes szám   | Egyes szám | Többes szám             |
| Eset | Hímnem                  | Semlegesnem  | Nőnem      | Többes szám             |
| ---- | ----------------------- | ------------ | ---------- | ----------------------- |
| A.   | білий ’fehér’           | біле         | біла       | білi                    |
| B.   | білого                  | білого       | білої      | білих                   |
| R.   | білому                  | білому       | білiй      | білим                   |
| T.   | élettelen = A. élő = B. | = A.         | білу       | élettelen = A. élő = B. |
| E.   | білим                   | білим        | білою      | білими                  |
| L.   | білому/білiм            | білому/білiм | білiй      | білих                   |

A birtokos melléknevek ragozása is kemény. Csupán az egyes szám alanyesetű alak különbözik és az, hogy az -ів rag і-je váltakozik a többi esetben két különböző magánhangzóval attól függően, hogy az eredeti főnév végződése kemény-e vagy lágy:
- брат → братів – братового stb.;
- Андрій → Андріïв – Андрієвого  stb.

Lágy ragozásúak azok a minősítő és viszonyító melléknevek, amelyek alapalakjának a ragja -ій:
| Eset | Egyes szám              | Egyes szám    | Egyes szám | Többes szám             |
| Eset | Hímnem                  | Semlegesnem   | Nőnem      | Többes szám             |
| ---- | ----------------------- | ------------- | ---------- | ----------------------- |
| A.   | синій ’kék’             | синє          | синя       | сині                    |
| B.   | синього                 | синього       | синьої     | синіх                   |
| R.   | синьому                 | синьому       | синій      | синім                   |
| T.   | élettelen = A. élő = B. | = A.          | синю       | élettelen = A. élő = B. |
| E.   | синім                   | синім         | синьою     | синіми                  |
| L.   | синьому/синім           | синьому/синім | синій      | синіх                   |

#### Fokozás
Az ukrán nyelvben alaktani szinonímia létezik a fokozás kifejezésében szintetikus és analitikus alakok között. Az előbbiek toldalékokkal alakulnak, az utóbbiak pedig az alapfokú alak elé tett, a ’nagyobb’ és a ’kisebb’ jelentésű melléknevekből származó határozószókkal.
Szabályos fokozás példája az alábbi:
| Fok      | Fok                              | Fok                              | Szintetikus alak          | Analitikus alak                   |
| -------- | -------------------------------- | -------------------------------- | ------------------------- | --------------------------------- |
| Alapfok  | Alapfok                          | Alapfok                          | теплий ’meleg’            | теплий ’meleg’                    |
| Középfok | a tulajdonság nagyobb mértéke    | a tulajdonság nagyobb mértéke    | тепліший ’melegebb’       | більш теплий                      |
| Középfok | a tulajdonság kisebb mértéke     | a tulajdonság kisebb mértéke     | –                         | менш теплий ’kevésbé meleg’       |
| Felsőfok | a tulajdonság legnagyobb mértéke | a tulajdonság legnagyobb mértéke | найтепліший ’legmelegebb’ | найбільш теплий                   |
| Felsőfok | a tulajdonság legkisebb mértéke  | a tulajdonság legkisebb mértéke  | –                         | найменш теплий ’legkevésbé meleg’ |

A szintetikus felsőfokú alak nyomatékosítható két más előtag egyikével vagy másikával: якнайтепліший / щонайтепліший ’legeslegmelegebb’.
Vannak szabálytalanul alakuló kozépfokú melléknevek is:
далекий ’messze levő’ – дальший;
високий ’magas’ – вищий;
близький ’közeli’ – ближчий.
Egyéb szabálytalan alakok szuppletívak (más szavak, mint az alapfokú alak):
великий ’nagy’ – більший;
малий ’kicsi’ – менший;
добрий ’jó’ – ліпший, кращий;
поганий ’rossz’ – гірший.

### A névmás
Az ukrán nyelvben a névmások között vannak olyanok, amelyek csak helyettesíthetnek más nyelvi entitást, mint a személyes névmások, és olyanok, amelyek emellett főnév determinánsai is lehetnek, pl. a mutató névmások.

#### A személyes névmás
A személyes névmások ragozása a alábbi. Közéjük tartozik az egyetlen visszaható névmás is:
| Eset | Egyes szám | Egyes szám | Egyes szám                | Egyes szám     | Többes szám | Többes szám | Többes szám | Visszaható névmás |
| ---- | ---------- | ---------- | ------------------------- | -------------- | ----------- | ----------- | ----------- | ----------------- |
| A.   | я ’én’     | ти ’te’    | він (hn.), воно (sn.) ’ő’ | вона (nn.) ’ő’ | ми ’mi’     | ви ’ti’     | вони ’ők’   | –                 |
| B.   | менe       | тебe       | його/нього                | її/неї         | нас         | вас         | їх/них      | себе              |
| R.   | менi       | тебi       | йому                      | їй             | нам         | вам         | їм          | собі              |
| T.   | менe       | тебe       | його/нього                | її/неї         | нас         | вас         | їх/них      | себе              |
| E.   | мною       | тобою      | ним                       | нею            | нами        | вами        | ними        | себою             |
| L.   | менi       | тебi       | ньому/нім                 | ній            | нас         | вас         | них         | собі              |

Megjegyzések:
1. A менe, a тебe és a себе alakokon a hangsúly helye aszerint különbözik, hogy van-e vagy nincs előttük elöljárószó, pl. tárgyesetben elöljáró nélkül менé ’engem’, elöljáróval про мéне ’rólam’.
2. Az alternatív н kezdetű alakok elöljárók után használatosak, pl. tárgyesetben її (nn.) ’őt’, про неї (nn.) ’róla’.
3. A ви névmás az egyedüli megfelelője a magyar ’maga’ és ’ön’ névmásoknak, úgy egy személyhez, mint többhez intézve.

A себе visszaható névmás mindig a mondat alanyára vonatkozik, akármilyen nemű, számú és személyű is legyen az. Példák:
Завтра ми повернемося до себе ’Holnap visszatérünk haza’ (szó szerint ’... magunkhoz’);
Перед собою я раптом побачив старого друга ’Hirtelen megláttam magam előtt egy régi barátomat’.
A visszaható igék morfémája a toldalékként hozzájuk adott -ся visszaható partikula mindegyik igemód, igeidő és személy, valamint mindegyik igenév esetében, pl. умитися ’mosakodni’. Sok olyan ige is van, amely nem visszaható, csak visszaható alakú, mint a fenti повернемося ’visszatérünk’.

#### A birtokos névmás
Az ukrán nyelvben a birtokos névmások azonos alakban birtokos determinánsok is, amelyek a magyar birtokos személyjeleknek felelnek meg. Alanyesetű alakjaik az alábbiak:
| Birtokos(ok) | Birtok(ok) | 1. személy                        | 2. személy                         | 3. személy                          |
| ------------ | ---------- | --------------------------------- | ---------------------------------- | ----------------------------------- |
| Egy          | Egy        | мій (hn.), моє (sn.), моя (nn.)   | твій (hn.), твоє (sn.), твоя (nn.) | –                                   |
| Egy          | Több       | мої                               | твої                               | –                                   |
| Több         | Egy        | наш (hn.), наше (sn.), наша (nn.) | ваш (hn.), ваше (sn.), ваша (nn.)  | їхній (hn.), їхнє (sn.), їхня (nn.) |
| Több         | Több       | наши                              | ваши                               | їхні                                |

Megjegyzések:
1. A hn., sn. és nn. rövidítések a birtok nemét jelölik. Ebben egyezik a névmás. Példák determinánsként мій брат (hn.) ’(az én) fivérem’ моє поле (sn.) ’(az én) mezőm’ моє життя (sn.) ’(az én) életem’ моя сестра (nn.) ’(az én) nővérem. Névmásként ugyanezek fordítása ’az enyém’.
2. Több harmadik személyű birtokos esetében a névmás szintén egyezik a birtok(ok)kal, tehát їхній брат (hn.) ’fivérük’, їхнє поле (sn.) ’mezőjük’, їхнє життя (sn.) ’életük’, їхня сестра (nn.) ’nővérük’, їхні брати/ поля/ сестри ’fivéreik/ mezőik/ nővéreik’.
3. Az egy harmadik személyű birtokost nem birtokos melléknévvel fejezik ki, hanem a megfelelő birtokos esetű személyes névmással, amely nem egyeztethető, tehát változatlan marad: його (hn.)/ її (nn.) брат/ поле/ сестра/ брати/ поля/ сестри ’az ő (nn.) ’az ő fivére/ mezője/ nővére/ fivérei/ mezői/ nővérei’.

A birtokos névmások esetben is egyeznek a birtok(ok)kal. Ragozásuk azonos a melléknevekével, például:
| Eset | Hímnem, egyes szám      | Semleges nem, egyes szám | Nőnem, egyes szám | Többes szám             |
| ---- | ----------------------- | ------------------------ | ----------------- | ----------------------- |
| A.   | мій                     | моє                      | моя               | мої                     |
| B.   | мого                    | мого                     | моєї              | моїх                    |
| R.   | моєму                   | моєму                    | моїй              | моїм                    |
| T.   | élettelen = A. élő = B. | = A.                     | мою               | élettelen = A. élő = B. |
| E.   | моїм                    | моїм                     | моєю              | моїми                   |
| L.   | моєму/моїм              | моєму/моїм               | моїй              | моїх                    |

Van egy visszaható birtokos névmás is. A többi helyet használandó arra vonatkozóan, ami az alany birtoka. Alakjai свій, своє, своя, свої. Példák mondatokban:
Я взяв свою валізку та пішов ’(Én) fogtam a bőröndömet és elmentem’ vs. Він взяв мою валізку та пішов ’(Ő) fogta a bőröndömet és elment’;
Він взяв свою валізку та пішов ’(Ő) fogta a bőröndjét és elment’ vs. Я взяв його валізку та пішов ’(Én) fogtam a bőröndjét és elmentem’.

#### A mutató névmás
A mutató névmások is azonos alakkal determinánsok is. A sztenderd ukrán nyelvben két mutató névmás van, amelyek a melléknevekhez hasonlóan ragozottak:
A közelre mutató névmás:
| Eset | Hímnem, egyes szám      | Semleges nem, egyes szám | Nőnem, egyes szám | Többes szám             |
| ---- | ----------------------- | ------------------------ | ----------------- | ----------------------- |
| A.   | цей ’ez’                | це                       | ця                | ці ’ezek’               |
| B.   | цього                   | цього                    | цієї              | цих                     |
| R.   | цьому                   | цьому                    | цій               | цим                     |
| T.   | élettelen = A. élő = B. | = A.                     | цю                | élettelen = A. élő = B. |
| E.   | цим                     | цим                      | цією              | цими                    |
| L.   | цьому/цім               | цьому/цім                | цій               | цих                     |

A távolra mutató névmás:
| Eset | Hímnem, egyes szám      | Semleges nem, egyes szám | Nőnem, egyes szám | Többes szám             |
| ---- | ----------------------- | ------------------------ | ----------------- | ----------------------- |
| A.   | той ’az’                | те                       | та                | ті ’azok’               |
| B.   | того                    | того                     | тієї              | тих                     |
| R.   | тому                    | тому                     | тій               | тим                     |
| T.   | élettelen = A. élő = B. | = A.                     | ту                | élettelen = A. élő = B. |
| E.   | тим                     | тим                      | тією              | тими                    |
| L.   | тому/тім                | тому/тім                 | тій               | тих                     |

E névmások elé egy o-t lehet tenni, ami nyomatékosítja a közelség, illetve a távolság fogalmát:
оцей, оце, оця, оцi;
отой, оте, отa, отi.

#### A kérdő és a vonatkozó névmás
Csak főnéviek azok a kérdő névmások, amelyek élő vagy élettelen azonosságára kérdeznek. Ragozásuk az alábbi:
| A. | хто ’ki’ | що ’mi’  |
| B. | кого     | чого     |
| R. | кому     | чому     |
| T. | кого     | що       |
| E. | ким      | чим      |
| L. | кому     | чому/чим |

Що változatlan alakú, személyre utaló vonatkozó névmás is. Példák:
Там сидить дівчина, що мешкає в Одесі. ’Ott ül az a lány, aki Odesszában lakik’;
Я не знаю людини, що їй я дав книжку ’Nem ismerem azt a személyt, akinek adtam a könyvet’ (szó szerint ’... ami neki én adtam könyvet’).
Скільки ’mennyi, hány’ csak névmás. Csak többes számú alakja van, úgy is ragozzák, és az a főnév vagy névmás, amely mennyiségére vonatkozik, többes szám birtokos esetű:
Скільки це коштує? ’Mennyibe kerül ez?’;
Скільки вас там було? ’Hányan voltatok ott?’
Egyéb kérdő névmások vonatkozóak is, és determinánsi funkciójuk is lehet. A melléknevekéhez hasonló alakjuk van és úgy ragozzák, mint azokat:
- Чий, чиє, чия, чиї ’kié’ tulajdonos azonosítását kéri: Чия це кімната? ’Kié ez a szoba?’
- A який, яке, яка, які névmásnak több funkciója van:
  - ’melyik’ jelentésű kérdő névmás: Який ви хочете? ’Melyiket akarjátok?’;
  - ’miféle’ jelentésű kérdő névmás: Яка муха тебе вкусила? ’Mi ütött beléd?’ (szó szerint ’Miféle légy harapott meg?’);
  - felkiáltó névmás: Яка краса! ’Micsoda szépség!’;
  - vonatkozó névmás, beleértve що helyett is: Там сидить дівчина, яка мешкає в Одесі ’Ott ül az a lány, aki Odesszában lakik’.
- Котрий, котре, котра, котрі ritkábban használt szinonimája a який névmásnak:
  - kérdő névmás: Котрий з них? ’Melyikük?’;
  - vonatkozó névmás: Вибирай з трьох, котрий до вподоби ’Válaszd ki a három közül azt, amelyik tetszik’.

#### A határozatlan és az általános névmás
Számos ilyen névmás van. A legtöbb kérdő névmásokból képzett, és több szinonimapár van közöttük. Előképzővel (prefixummal) vagy más előtaggal alakulnak az alábbiak:
дехто ’valaki’, дещо ’valami’, деякий ’valamilyen’;
будь-що ’akármi’, будь-який ’akármelyik, akármilyen’;
абихто ’akárki’;
хтозна-що ’ki tudja, mi’.
Más ilyen névmások utóképzővel vagy más utótaggal alakítottak:
хтось ’valaki’, щось ’valami’, якийсь ’valamiféle’;
хто-небудь ’valaki’, що-небудь ’valami’.
Ezekben a névmásokban a kérdő részt úgy ragozzák, mint amikor kérdő névmások, pl. комусь ’valakinek’. Ha elöljáróval használják, akkor ez az előtag és a kérdő rész közé kerül: аби з ким ’akárkivel’.
Ugyancsak kérdő névmásokból képzettek a tagadó névmások is, a ні kérdő partikulával:
ніхто ’senki’, ніщо ’semmi’, нікотрий ’semelyik’, ніякий ’semmilyen’.
Egyes határozatlan és általános névmások nem kérdőkből származnak:
весь, все, вся ’minden, az egész’; всі (többes szám) ’az összes’;
кожен/кожний, кожне, кожна ’minden, mindegyik’;
інший ’más, másik’;
інакший ’másmilyen’;
жоден/жодний, жодне, жодна ’egyik sem’.

### A számnév
Az ukrán grammatikában tő-, sor-, gyűjtő-, tört-, határozatlan és határozószói számnevet különböztetnek meg.

#### A tőszámnév
A számjegyek nevei az alábbiak:
1. один (hn.), одна (nn.), одне/одно (sn.)
2. два (hn., sn.), дві (nn.)
3. три
4. чотири
5. п’ять
6. шість
7. сім
8. вісім
9. дев’ять

A 10 neve десять.
Один-nak van többes számú alakja is, amelyet csak többes számú alakkal rendelkező (pluralia tantum) főnevekkel használnak, pl. одні двері ’egy ajtó’. Megjegyzendő, hogy ez nem határozatlan névelő is, mivel az ukránban nincsenek névelők. Azonban одні határozatlan névmás is lehet ’egyes(ek)’ jelentéssel, ellentétben інші ’más/mások’-kal.
11-től 19-ig a számnevek szerkezete számjegy neve + на elöljáró + -дцять (< десять ’tíz’). Öt számjegy neve kissé megváltozik az elöljáróval való érintkezése helyén: одинадцять (11), чотирнадцять (14), п’ятнадцять (15), шістнадцять (16), дев’ятнадцять (19).
A 20 és a 30 neve a számjegyek és a -дцять utótag összetétele; 50-től 80-ig az összetétel a -десят utótaggal történik; 40-nek külön szó felel meg, сорок; 90 más összetételű, mint az előbbiek: дев’яносто.
100 neve сто. A kerek százasokat a számjegyekkel számolják. Двісті ’kétszáz’-ban a сто többes szám alanyesetű, триста ’háromszáz’ és чотириста ’négyszáz’-ban egyes szám birtokos esetű, a többiben többes szám birtokos esetű: п’ятсот ’ötszáz’ stb.
1000 neve тисяча. Ezt is számolják a számjegyekkel, majd a többi számmal ugyanazokba az esetekbe téve, mint a százasokat, de nem összetett szavakként: дві тисячi, три тисячi, чотири тисячi, п’ять тисяч stb.
A százezrek után van még a мільйон és a мільярд.
Tőszámnévnek számít обидва, обидві ’mindkettő’ is.
A tőszámneveket is ragozzák:
- Один a kemény ragozású melléknevek ragozását követi.
- A többi számjegyet, a 11–19 neveit, valamint a -дцять és a -десят utótagú tízesek neveit ugyanúgy ragozzák, kisebb különbségekkel egyes számnevek esetében, és két-két változattal az alanyeseten kívül. Példa:

A. сім ’hét’
B. семи/сімох
R. семи/сімом
T. élettelen = A., élő = B.
E. сьома/сімома
L. семи/сімох
Два/дві, три és чотири esetében hiányzik mindegyik fenti első változat.
A сорок (40), дев’яносто (90) és сто (100) számneveknek csak két-két alakja van. Ezek az alanyesetű alakok, és az összes többi eset ragja -a, kivéve az élettelennel egyeztetettek tárgyesetét, amely az alanyesettel azonos.
Двістi (200) ragozása:
B. двохсот
R. двомстам
T. двісті
E. двомастамі
L. двохстах
Ezt a modellt követik тристa (300) és чотиристa (400) is.
A többi százas neve más típust követ:
A. п’ятсот
B. п’ятисот
R. п’ятистам
T. п’ятсот
E. п’ятмастамі/п’ятомастамі
L. п’ятистах
Тисяча (1000), мільйон, мільярд ragozása a főnevekét követi.
A tőszámnevek eseteinek használatát lásd lentebb, A mennyiség kifejezése szakaszban.

#### A sorszámnév
A sorszámneveknek melléknév-alakja van, és úgy is ragozzák őket. Az első kettő nem a megfelelő tőszámnevekből képzett: перший ’első’, друхий ’második’. A többi képzett, és alapszavuk alakja egyes változásokon megy át:
три – третій;
чотири – четвертий;
tőbeli i – o váltakozás, pl. сім – сьомий;
a szóvégi ть depalatalizációja, pl. десять – десятий;
сорок – сороковий;
дев’яносто – дев’яностий;
сто – сотий;
двісті – двохсотий;
триста – трьохсотий;
чотириста – чотирьохсотий;
п’ятсот – п’ятисотий;
шістсот – шестисотий;
сімсот – семисотий;
вісімсот – восьмисотий;
девятсот – девятисотий;
тисяча – тисячний;
дві тисячі – двохтисячний;
мільйон – мільйонний;
мільярд – мільярдний.
A több szóból álló sorszámnevek esetében csak a számjegyek neve válik sorszámnévvé, сто двадцять сьома книжка ’a 127. könyv’, сорок перший дом ’a 41. ház’.

#### A gyűjtőszámnév
Ezek a számnevek a 2–13 tőszámnevekből képzettek. Gyakrabban használtak az alábbiak:
- a -є képzővel alkotottak:

два – двоє ’két, kettő’;
три – троє ’három’;
- az -еро képzővel:

чотири – четверо ’négy’;
десять – десятеро ’tíz’.
E számnevek használata hímnemű személyek, esetleg állatok csoportjára korlátozott. Ha főnév követi őket, az többes szám birtokos esetben áll. Ekkor helyettük tőszámnév is használható, de az ezekkel használandó esetű főnévvel: двоє братів = двa брати ’két fivér’, троє бобрів = три бобри ’három hód’. Főnév nélkül a gyűjtőszámnév gyakoribb: Нас було четверо ’Négyen voltunk’.

#### A törtszámnév
A köznyelvben használt törtek nevei az alábbiak:
- A ’negyed’-nek a чверть főnév felel meg.
- A ’fél’ jelentésével két szó használatos:
  - Половина általánosabb értelmű, pl. a три з половиною дні ’három és fél nap’ szószerkezetben.
  - A пiв szó a protoszláv полъ leszármazottja, amelyből a половина képzett. Főleg az óra kifejezésében használják, pl. пів до сьомої/на сьому ’fél hét’.
- Az 1,5 mennyiséget vagy az один з половиною ’egy és fél’ szószerkezettel lehet kifejezni, vagy a півтора (hn., sn.) / півтори (nn.) ’másfél’, csak többes számú alakú szóval.
- A півтораста összetett szó ’másfélszáz’-at jelent.

Amikor a számláló 1, a számnév szerkezete a nevezőt kifejező sorszámnév + a частинa ’rész’ főnév, pl. десятa частинa ’egy tized’ (szó szerint ’tizedik rész’).
Amikor a számláló 1-nél nagyobb, a szerkezet tőszámnév (a számláló) + sorszámnév (a nevező) többes szám birtokos esetben, pl. п’ять шостих ’öt hatod’.
A vegyes számokat a ціла ’egész’ szóval vagy anélkül lehet kifejezni: одна (ціла) і дві десятих ’egy egész két tized’.

#### A határozatlan számnév
A hozzávetőleges mennyiséget ki lehet fejezni tulajdonképpeni számnevek nélkül, olyan szavakkal, mint багато ’sok’, небагато ’nem sok’, кілька/декілька ’néhány’.
Számnevekkel összetett szavak is kifejeznek hozzávetőleges mennyiséget. Úgy ragozzák őket, mint azokat a számneveket, amelyeknek ugyanaz az utolsó összetevője:
- Кільканадцять 11 és 19 közötti számot fejez ki.
- Кількадесят jelentése ’néhány tíz’.
- Кількасот – ’néhány száz’.
- Стонадцять – ’százon felül’.

A сто (100) szóból képződik сотня ’kb. száz’, melynek többes száma сотнi ’százak’.

#### A határozószói számnév
Így nevezik az események előfordulási számát kifejező számneveket. Az 1-nek раз ’egyszer’ felel meg. A 2-nek és a 3-nak a tőszámnevekből képzett двічі, illetve тричі felel meg. Ezeken felül a tőszámnév + раз szószerkezetet használják: п’ять раз stb.

#### A számjegyek képzett neve
Ezek a nevek a -ка képzővel alkotott nőnemű főnevek, pl. двійка ’kettes’, трійка ’hármas’, четвірка ’négyes’, п’ятірка ’ötös’ stb. Ezeket használják például az iskolai osztályzatok neveként. Kifejezhetik az egy eseményben résztvevő személyek számát is, pl. двійками ’ketten, kettesben, kettesével’, трійками vagy утрійку ’hárman, hármasban, hármasával’.

#### Számnevekkel összetett szavak
Két ilyen szó a nap két időpontját nevezi meg:
південь ’dél’ (az égtáj is) (szó szerint ’félnap’);
північ ’éjfél, észak’ (szó szerint ’féléjjel’).
Tőszámnevekkel és a -річчя (< рік ’év’) utótaggal években számolt időszakok nevét alkotják, amelyek jelentése ’x-edik évforduló’ is, pl. сорокаріччя ’negyven éves időszak’, ’40. évforduló’.
Számjegyek neve a -кутник (< кут ’szög’) utótaggal síkidomokat nevez meg, pl. шестикутник ’hatszög’.
Összetett melléknevek is alakulnak számnevekkel:
південний ’félnapi, déli’;
піврічний ’félévi’;
п’ятдесят(и)річний ’ötven éves’;
напівживий ’félhalott’ (szó szerint ’félig élő’);
двоособовий ’kétszemélyes’;
шестикутний ’hatszögű’;
половинчастий ’két egyforma részből álló’.

### Az ige
Mint a szláv nyelveket általában, az ukrán nyelvet is jellemzi a formai szempontból rendszeresen kifejezett igeszemlélet (aspektus) kategóriája minden igemódban, igeidőben és igenévben. Az ukrán ige kifejezi a kijelentő módot (egy jelen idejű, egy múlt idejű és két jövő idejű alakkal), valamint a felszólító és a feltételes módot (egy-egy időalakkal). Múlt időben és feltételes módban az ige nem fejezi ki a személy kategóriáját, de kifejezi a nemeket.

#### Az igeszemléletek
Gyakorlatilag mindegyik ige olyan pár része, amelyben az egyik folyamatos, a másik meg befejezett szemléletű. Ezeknek a lexikai jelentése azonos vagy hasonló.
Az alábbiak nagy vonalakban mutatják be a igeszemléleteket, azzal a megjegyzéssel, hogy vannak olyan helyzetek is, amelyek nem felelnek meg ennek a bemutatásnak.
A folyamatos ige azt fejezi ki, hogy az ige cselekvése folyamatban volt, van, lesz vagy ilyennek kívánt, azaz időben nem korlátozottként jelenik meg. Majd minden folyamatos ige azt is kifejezheti, hogy a cselekvés szokásosan ismétlődő.
A befejezett ige azt fejezi ki, hogy a cselekvés befejeződött vagy be fog fejeződni egy időpontban, azaz időben korlátozottként jelenik meg. A befejezettség árnyalatai lehetnek a cselekvés egyszeri volta, pillanatnyi időben való elvégzése, kezdete, teljesítettsége vagy a lehetséges határáig való vitele.
Folyamatos – befejezett igepár példája az alábbi mondatokban látható:
Він читав книжку ’Könyvet olvasott’ vagy ’A könyvet olvasta’ vs. Він прочитав книжку ’Elolvasott egy könyvet’ vagy ’Elolvasta a könyvet’.
Az igeidők kifejezése nem azonos folyamatos igével és befejezett igével. A folyamatos ige esetében az igeidő-alakok pontosan megfelelnek az igeidőknek. Ezzel szemben a befejezett ige, mivel lényegében a cselekvés teljesítettségét fejezi ki, nem helyezi azt a jelenbe, hanem csak a múltba a múlt idő alakjával, vagy a jövőbe, de a jelen idő alakjával.
A magyar nyelvben is ki vannak fejezve az igeszemléletek, olykor analóg módon az ukrán nyelvvel, de kevésbé rendszeresen, mivel sok igének nincs meg a szemléleti párja.

##### Az igeszemléletek morfémái
Szemléletek szerinti igepárban az az ige, amelyikből a másik alkotott lehet akár a folyamatos, akár a befejezett. A leggyakrabban az igeszemlélet morfémája egy jellegzetes képző: prefixum (előképző) vagy szuffixum (utóképző).
A prefixumok befejezett igéket képeznek folyamatosokból, általában analóg módon a magyar igekötőkkel, azzal a különbséggel, hogy az ukránban nem választhatók szét az igétől. Ilyen prefixumok az alábbiak:
- по-: пробувати[12] ’próbál’ – попробувати ’megpróbál, kipróbál’;
- на-: писати ’ír’ – написати ’megír, leír’;
- про-: чистити ’tisztít’ – прочистити ’megtisztít, kitisztít’;
- з-: їсти ’eszik’ – з’їсти ’megeszik’.

Befejezett igét a -ну- szuffixum is képez, pl. кричати ’kiált, kiabál’ – крикнути ’kiált (egyet)’.
Befejezettből folyamatos ige gyakran alakul a -ва- szuffixummal. Az igető és a szuffixum határán hangtani változások lehetségesek, és mássalhangzóra végződő igetőt az -у-, a -ю- vagy az -a- köti a szuffixumhoz. Általában a befejezett igét előbb prefixummal alkotják folyamatosból, pl. гріти ’melegít’ – пригріти ’megmelegít, felmelegít’, majd a -ва- szuffixummal újabb folyamatos ige alakul: пригрівати ’(ismételten/szokásszerűen) (meg)melegít, (fel)melegít’. Egyéb ilyen befejezett igék az alábbiak:
змішати ’felkavar’ – змішувати ’(ismételten/szokásszerűen) (fel)kavar’;
повторити ’megismétel’ – повторювати ’(ismételten/szokásszerűen) (meg)ismétel’;
устати ’felkel’ – уставати ’(ismételten/szokásszerűen) (fel)kel’.
Egyes folyamatos igék befejezettekből az igető -и--vel való kibővítésével alakulnak, pl. вибрати ’kiválaszt’ – вибирати ’(ismételten/szokásszerűen) kiválaszt’.
Egyéb folyamatos igék úgy képződnek befejezettekből, hogy a főnévi igenév képzője előtti -и- átvált -a--ra vagy -я--ra. Az utóbbi elé -л- is kerül:
кінчити ’befejez’ – кінчати ’(ismételten/szokásszerűen) befejez’;
доставити ’megszerez’ – доставляти ’szerez’.
Néhány igepárban csak a hangsúly helye különbözteti meg a folyamatos igét a befejezettől, pl. покидáти ’dob’ – поки́дати ’eldob’.
Olyan igék is vannak, amelyek párjának nem ugyanaz a töve, hanem egy másik, azonos lexikai jelentésű, de különböző szemléletű ige, pl. брати ’vesz’ – узяти ’elvesz’.
A helyváltoztatást kifejező igék esetében nem párok, hanem hármasok vannak. Két folyamatos ige van, determinálatlan és determinált. A befejezett ige a determináltból képzett, mindegyik igehármas esetében a по- prefixummal, pl. літати (determinálatlan folyamatos) – летіти (determinált folyamatos) – полетіти (befejezett). Ezen igehármas tagjai között a különbségek az alábbiak:
- A determinálatlan ige szokásszerűen ismétlődő cselekvést fejez ki: Кожної осені птахи літають на південь ’Minden ősszel a madarak délre repülnek’.
- A determinált ige folyamatban levő cselekvésű: Птах летів понад водою ’A madár a víz fölött repült’.
- A befejezett ige a cselekvés kezdetét fejezi ki: Пташка полетіла ’A madárka elrepült’.

#### Az igemód- és igeidő-alakok
Az ukrán igéket két ragozási osztályba szokták osztani aszerint, hogy a személyragok többsége előtt az -e- (egyes igék esetében a [jɛ]-nek ejtett є betű képviseli) (1. ragozás) vagy az -и- (2. ragozás) kötőhangzó van. Egyes igék ragozási osztálya felismerhető jellegzetes, a főnévi igenév -ти képzője előtt található szuffixum alapján:
- 1. ragozás: -а-, -я-, -у-, -ава-, -ява-, -ува-, -юва-, -ну-;
- 2. ragozás: -жа-, -ча-, -ша-, -оя-.

Vannak még -іти-re és mássalhangzó + -ти-re végződő főnévi igenevek is, amelyek megoszlanak a két osztály között, valamint szabálytalan igék is mindegyik osztályban.

##### A kijelentő mód

###### A jelen idejű alak
A ragozási osztályok csak erre az alakra relevánsak, amely egyébként csak a folyamatos igék esetében fejezi ki a jelen időt. Az ilyen alakú befejezett igék tulajdonképpen a jövőbe helyezik a cselekvést.
Két példa szabályos ragozású igékre. Zárójelben a befejezett ige prefixuma. Nélküle az ige folyamatos:
| Személy | 1. ragozás (про)читати ’(el)olvas’ | 2. ragozás (за)кричати ’(fel)kiált’ |
| ------- | ---------------------------------- | ----------------------------------- |
| E. 1.   | (про)читаю                         | (за)кричу                           |
| E. 2.   | (про)читаєш                        | (за)кричиш                          |
| E. 3.   | (про)читає                         | (за)кричить                         |
| T. 1.   | (про)читаємо                       | (за)кричимо                         |
| T. 2.   | (про)читаєте                       | (за)кричите                         |
| T. 3.   | (про)читають                       | (за)кричать                         |

###### A múlt idejű alak
Ez az alak kifejezi a nemeket, de nem fejezi ki a személyeket. Ezeket külön szóval kifejezett alany fejezi ki ugyanabban a mondatban, vagy a mondat előtti kontextusban. Példa:
- hímnem egyes szám: я/ти/він читав ’én/te/ő olvastam/-tál/-ott’;
- nőnem egyes szám: я/ти/вона читала ’én/te/ő olvastam/-tál/-ott’;
- semleges nem egyes szám: воно читало ’olvasott’;
- többes szám: ми/ви/вони читали ’mi/ti/ők olvastunk/-tatok/-tak’.

A nyelvtörténet bizonyos időszakában a múlt idő hímnemű alakjának végződése -л [l] volt, de mivel a hímnem morfémája nulla lett, az [l] [w]-re fejlődött, amit -в-nek írnak. Olyan igék is vannak, amelyekben mássalhangzó utánra került és lekopott, például a гризти ’rág’ esetében: гриз, гризла, гризло, гризли.
A múlt idő alakja nem csak a kijelentő mód ezen idejét fejezi ki. Megfelel a magyar felszólító módnak is egyes mellékmondatok állítmányaként, pl. Я бажаю, щоб ти провела літо в Харкові ’Azt kívánom, hogy Harkivban töltsd a nyarat’.

###### A jövő idejű alakok
Két jövőidejű alak van. Az egyik analitikus, a бути létigével segédiként jövő időben, és a lexikai jelentésű főnévi igenévvel. Példaként a читати ’olvas’ ige jövő idejű alakja:
| буду   | читати |
| будеш  | читати |
| буде   | читати |
| будемо | читати |
| будете | читати |
| будуть | читати |

A másik jövő idejű alak szintetikus, a főnévi igenév alakjához hozzáadott személyragokkal:
читатиму
читатимеш
читатиме
читатимемо
читатимете
читатимуть
Ezek az alakok csak folyamatos igékkel használatosak, fordításuk tehát ’olvasni fogok/fogom’ stb. Köztük nincs sem funkcióbeli, sem szemantikai különbség, csak annyi, hogy a szintetikus alak kevésbé használt.
A magyar ’el fogok/fogom olvasni’ megfelelője прочитаю, a jelen idő alakjával, mivel befejezett ige.

##### A felszólító mód
Az ukrán felszólító módnak csak parancsolási és tiltási funkciója van. Három személy a címzettje: E. 2., T. 1. és T. 2. A ragok a jelen idő egyes szám első személyű alakjának a tövéhez járulnak, és különböznek a tő végső hangjától, valamint a teljes alakon levő hangsúly helyétől függően:
| Jelen idő, E. 1.     | Felszólító mód, E. 2. | Felszólító mód, T. 2. | Felszólító mód, T. 1. |
| -------------------- | --------------------- | --------------------- | --------------------- |
| роблю́ ’csinálok’     | роби́!                 | робíть!               | робíм!/робíмо!        |
| ви́бачу ’megbocsátok’ | ви́бач!                | ви́бачте!              | ви́бачмо!              |
| читáю ’olvasok’      | читáй!                | читáйте!              | читáймо!              |
| помóвчу ’hallgatok’  | помóвчи!              | помóвчіть!            | помóвчімо!            |

Egyes főnévi igenevek képzője előtt van egy -ава- szuffixum. Ez nincs meg a megfelelő ige jelen idejében, de újra megjelenik felszólító módban, pl. узнавáти ’megismer’: узнавáй!, узнавáйте!, узнавáймо!

##### A feltételes mód
E mód alakját a би partikulával társított kijelentő mód múlt idejű alakja adja. A partikula rendszerint a б alakot veszi fel a magánhangzóra végződő múlt idejű alak után.
- hímnem egyes szám: я/ти/він читав би ’én/te/ő olvasnék/-nál/-na’;
- nőnem egyes szám: я/ти/вона читала б ’én/te/ő olvasnék/-nál/-na’;
- semleges nem egyes szám: читало б ’olvasna’;
- többes szám: ми/ви/вони читали б ’mi/ti/ők olvasnánk/-nátok/-nának’.

Ugyanaz az alak a jelenbe is, a múltba is helyezheti a cselekvést, ami a kontextusból derül ki. Példa mondatban:
Я хотів би (hn.) / хотіла б (nn.) піти додому ’Haza szeretnék / szerettem volna menni’.

##### A melléknévi igenév
Az ukrán nyelv négy melléknévi igenevű alakkal rendelkezett: cselekvő jelen, cselekvő múlt, szenvedő jelen és szenvedő múlt. Ezek közül a modern ukránban csak az utóbbi maradt. Úgy képződik, mint a melléknevek, inkább a befejezett igékből, de egyes folyamatosokból is. A melléknévhez hasonlóan ragozzák, és általában jelzőként használatos. Példák:
- befejezett: прочитана книжка ’(az) elolvasott könyv’;
- folyamatos: січене сіно ’a kaszált széna, a széna, amelyet kaszáltak’.

##### A határozói igenév
Ennek az igenévnek két időalakja van.
A jelen idejű határozói igenév a folyamatos igék kijelentő mód többes szám harmadik személyű alakjának a töve alapján alakul a -чи képzővel, pl. ідуть ’mennek’ → iдучи ’menve’. Egyidejű cselekvést fejez ki olyan ige cselekvésével, amelynek ugyanaz az alanya: Ідучи до школи, Ваня побачив свого вчителя ’Iskolába menet Vanja meglátta a tanítóját’.
A múlt idejű határozói igenév rendszerint befejezett igékből alakul, mégpedig ezek kijelentő mód múlt idő hímnem egyes számú alakjából a -ши képzővel, pl. написав ’megírt(a)’ → написавши. Előidejű cselekvést fejez ki ugyanannak az alanynak igével kifejezett cselekvéséhez viszonyítva: Написавши лист, я пішов на пошту ’Miután megírtam a levelet, elmentem a postára’.

##### A visszaható alak
Ez az igealak a toldalékként akármelyik igemódú, igeidejű, személyes és igenévi alakhoz hozzáadott -ся visszaható partikulával alakul. Egyes alakokkal -сь-vé lesz. Többféle ige kapja:
- tulajdonképpeni visszaható ige: умитися ’mosakodni’, умиючись ’mosakodva’;
- kölcsönös ige: миритися ’kibékülni egymással’;
- egyes tárgyatlan igék: дивитися на телебачення ’tévét nézni’;
- egyes szenvedő értelmű igék: Як пишеться це слово? ’Hogyan írják ezt a szót?’ (szó szerint ’Hogyan íródik ez a szó?’)

### A határozószó
Az ukrán grammatikában nagyjából ugyanazokat a határozószó-típusokat veszik számba, mint a magyarokban.

#### Melléknevekből képzett határozószók
Egyes melléknevek egyes szám semleges nemű alakját határozószókként is használják, pl. добре ’jól, зле ’rosszul’.
Számos melléknév úgy alakul határozószóvá, hogy az -o helyettesíti az esetragjait, pl. дешево ’olcsón’, швидко ’gyorsan’.
Olyan határozószók is vannak, amelyek mindkét fenti módszerrel válnak azzá. Ilyenek például певне / певно ’biztosan’, даремне / даремно ’hiába’.
A fentiek kemény mássalhangzóra végződő melléknév-tövekből származnak. A palatalizált tővégi mássalhangzók palatalizáltak maradnak, pl. самобутній ’eredeti’ → самобутньо ’eredetien’.
Egyes melléknevekből származó határozószók mondatszókat alkothatnak: Потрібно ’(Ez) szükséges’, Необхідно ’(Ez) nélkülözhetetlen’, Можливо ’(Ez) lehetséges’, Неможливо ’(Ez) lehetetlen’.

#### Számnevekből képzett határozószók
Vannak a sorszámnevekből a по- előtaggal képzett határozószók. Felsoroláshoz használják:
по-перше ’elsősorban’;
по-друге ’másodsorban’;
по-третє ’harmadsorban’.
Ugyancsak sorszámnevekből az y- előképzővel olyan határozószók alakulnak, amelyek azt fejezik ki, hányadszor fordul elő egy esemény: уперше ’először’, удруге ’másodszor’, утретє ’harmadszor’.
Gyűjtőszámnevekből is alakulnak határozószók:
- szorzó értelműek: вдвоє ’kétszer’, вчетверо ’négyszer’;
- osztó értelműek: надвоє ’kettőbe/-re’, начетверо ’négybe/-re’.

#### Helyhatározó-szók
Ezek a де? ’hol?’, куди? ’hova?’, звідки? ’honnan?’ kérdő határozószókra adnak választ.
Alaki szempontból a helyhatározó-szók lehetnek:
- örököltek és egyszerűek: тут ’itt’, там ’ott’;
- más helyhatározó-szóból kicsinyítő képzővel alakulók: тутенька (< тут ’itt’), pontos megfelelő nélkül a magyarban;
- előtagként nyomatékosító partikulával ellátottak: отут ’éppen/pontosan itt’.

Előképzőkként használt elöljárószókkal is képződtek helyhatározó-szók. Ezek megtartják azt az esetet, amelyet az elöljáró követel meg, pl. вгорі ’fent’, вгору ’fel(felé)’ (a гора ’hegy’ főnévből).
Határozószó értékű szókapcsolat például по всіх усюдах ’mindenfelé’.
Vannak a határozatlan névmásokhoz hasonlóan képzett határozatlan helyhatározó-szók és szókapcsolatok is: десь, де-небудь ’valahol’, куди-небудь ’valahova’, десь інде ’máshol’, будь-де ’akárhol’, будь-куди ’akárhova’ stb.
Tagadó névmások mintájára alkotott helyhatározó-szók is vannak: ніде ’sehol’, нізвідки ’sehonnan’ stb.

#### Időhatározó-szók
Kérdők: коли? ’mikor?’, доки? ’meddig?’ звідколи? ’mióta?’, з якого часу? ’mióta?’
Általánosak: тепер / теперка (kicsinyítő) ’most’, зараз ’azonnal’, часто ’gyakran’, потім ’azután’, незабаром ’nemsokára’ stb.
A naphoz viszonyítottak és a napszakokra utalók: сьогодні ’ma’, вчора ’tegnap’, завтра ’holnap’, позавчора ’tegnapelőtt’, вдень ’nappal’, вночі ’éjjel’ вранці ’reggel’, ввечері ’este’.
Határozatlanok: будь-коли ’akármikor’, де-не-де ’időről időre’, колись ’valamikor’ stb.
Tagadó: ніколи ’soha’.

#### Mennyiséget kifejező és fokozó határozószók
Alapfokúak a багато ’sok’, мало ’kevés’, трохи ’egy kis/kevés’.
Idetartozik a fenti első kettő szuppletív középfokú alakja, більш ’több’ és менш ’kevesebb’.
A багато határozószót fokozzák a чимало ’elég sok’ és надто ’túl sok’ határozószók.
Az elégséges mennyiséget досить ’elég’ fejezi ki.
Mellékneveket és más határozószókat fokoznak a досить ’elég’, майже ’majdnem’, дужe ’nagyon’, дужче (az előbbi középfokú alakja) ’nagyon’ és зовсім ’egészen’ határozószók.

#### Módhatározó-szók
Kérdők: як? ’hogyan?’, яким способом? ’mi módon?’
Ezekre elsősorban melléknevekből származó határozószók válaszolnak, de mások is: так ’így/úgy’, раптом ’hirtelen’, дарма ’hiába’, інак ’máshogy’, босоніж ’mezítláb’, тайком ’titokban’, жартома ’viccből’, верхи ’lóháton’ stb.
A nyelvekre vonatkozó határozószók a megfelelő melléknevekből származnak, pl. по-українськи ’ukránul’. Ezek alakja lehet по-українському is.
Határozatlan névmások mintája szerint képzettek якось ’valahogy’, як-будь ’akárhogy’ stb.

#### A határozószók fokozása
A minősítő melléknevekből származó határozószókat fokozzák. Fokozott alakjaik azonosak a megfelelő melléknevek egyes szám alanyeset semlegesnem fokozott alakjaival:
ясно ’világosan’ – ясніше ’világosabban’ – найясніше ’legvilágosabban’;
далеко ’messze’ – дальше ’messzebb’ – найдальше ’legmesszebb;
рано ’korán’ – раніше ’korábban’ – найраніше ’legkorábban’;
A felsőfoknak van nyomatékosított alakja is, pl. якнайясніше ’a lehető legvilágosabban’.

### Az elöljárószó
A magyar névutóknak és egyes esetragoknak az ukrán nyelvben elöljárók felelnek meg.
Megkülönböztethetők csak elöljárókként használt szavak, amelyek alakilag egyszerűek is (без ’nélkül’, через ’keresztül’, при ’-nál/-nél’ stb.), valamint olyanok, amelyek elöljáró funkciója csak másodlagos. Az utóbbiak eredetileg lehetnek:
- határozószók: близько ’mellett’, вздовж ’mentén’;
- egyes szám alanyesetű főnevek: круг ’körül’, кінець ’végén’;
- egyes szám eszközhatározó esetű főnevek: протягом ’alatt, idejében’, шляхом ’révén’.

Összetett elöljárók is vannak:
- két elöljáró: з-під ’alul’, із-за ’miatt’;
- elöljáró + főnév: навкруги ’körül’.

Léteznek elöljáró értékű szókapcsolatok is, pl. у зв’язку з ’vonatkozóan’, за допомогою ’segítségével’ stb.
Egyes elöljáróknak változataik vannak:
в vagy у ’-ban/-ben’: в/у кращому випадку ’a legjobb esetben’;
з, зі vagy із ’-ból/-ből’: з Києва ’Kijevből’, зі школи ’(az) iskolából’, із книжок ’(a) könyvekből’.
Az elöljárók főnévvel vagy névmással kifejezett jelzőkben és határozókban vesznek részt. Ezeknek maguknak is lehet melléknévvel vagy determinánssal kifejezett jelzőjük. A csoport névszóinak egy bizonyos, az elöljárótól és a bővítmény típusától függő esetben kell állniuk (az alanyeseten és a megszólító eseten kívül). A legtöbb elöljáró csak egy esettel használatos, és egyeseknek több jelentése van:
- a birtokos esettel: до ’-hoz/-hez/-höz, -ig’, проти ’ellen’, серед ’között’, крім ’kívül, kivételével’ stb.
- a részes esettel: всупереч ’dacára’, завдяки ’köszönhetően’;
- a tárgyesettel: про ’-ról/-ről’ (nem helyi értelemben), через ’keresztül, át’ stb.;
- a locativusszal: при ’mellett, közelében’, -kor’.

Határozókban egyes elöljárók két vagy három esetet követelnek meg jelentésük szerint vagy az alaptag természetétől függően:
| Elöljáró | Eset                | Használati körülmény                                          | Példa                                              |
| -------- | ------------------- | ------------------------------------------------------------- | -------------------------------------------------- |
| в        | tárgyeset           | hely felé való mozgást kifejező ige után                      | піти в ліс ’az erdőbe megy’                        |
| в        | locativus           | nem mozgást vagy nem hely felé való mozgást kifejező ige után | жити в Криму ’a Krímben él’                        |
| на       | tárgyeset           | hely felé való mozgást kifejező ige után                      | класти на стіл ’az asztalra tesz’                  |
| на       | locativus           | nem mozgást vagy nem hely felé való mozgást kifejező ige után | лежати на поверхні ’felületen fekszik’             |
| перед    | tárgyeset           | hely felé való mozgást kifejező ige után                      | залетіти під хмари ’a felhők alá repül’            |
| перед    | eszközhatározó eset | nem mozgást vagy nem hely felé való mozgást kifejező ige után | жити під лісом ’az erdő mellett lakik’             |
| між      | birtokos eset       | a felsőfok szerkezetében használt utolsó szó előtt            | найменший між дітей ’a legkisebb a gyerekek közül’ |
| між      | tárgyeset           | hely felé való mozgást kifejező ige után                      | iти між люди ’(az) emberek közé megy’              |
| між      | eszközhatározó eset | főnévvel kifejezett jelző előtt                               | дорога між полями ’mezők közötti út’               |

### A kötőszó
Alaki szempontból a kötőszók lehetnek:
- egyszerűek: i ’és’, бо ’mert’, чи ’vagy’, що ’hogy’ stb.;
- összetettek: щоб ’hogy’ (célt kifejező), якщо ’ha’ stb.;
- kötőszó értékű szócsoportoknak tekintettek: тому що ’azért, mert’, незважаючи на те що ’annak dacára, hogy’.

Az ukrán grammatikák a kötőszók közé sorolják a kiegészítő függő mellékmondatok elején álló kérdő névmásokat is:
Я спитав їх, з ким вона вчилася ’Megkérdeztem tőlük (hn.), (hogy) kivel tanult ő (nn.)’;
Я не міг не питати, де вона раніше жила ’Nem tudtam meg nem kérdezni, (hogy) hol élt ő (nn.) azelőtt’.

#### Kötőszók sajátosságai
Egyes kötőszók többfélék:
- чи:
  - választó mellérendelő: Олекса чи Богдан будуть у нас завтра ’Oleksza vagy Bohdan nálunk lesz holnap’;
  - eldöntendő függő kérdő mondat elején álló alárendelő: Він питає, чи ми будемо вдома сьогодні ’Azt kérdezi, (hogy) otthon leszünk-e ma’;
- що:
  - kiegészítő függő kérdő mondat elején álló alárendelő: Вона мені сказала, що станеться ’(Ő) (nn.) megmondta nekem, (hogy) mi fog történni’;
  - ’hogy’ jelentésű tárgyi mellékmondat elején álló: Вона каже, що готова поїхати до Харкова ’(Ő) (nn.) Azt mondja, hogy készen áll Harkivba menni’;
- та:
  - kapcsolatos mellérendelő: Він іде та слухає ’(Ő) (hn.) megy és hallgatózik’;
  - ellentétes mellérendelő: Я полетів би до тебе, та грошей не маю ’Repülővel mennék hozzád, de nincs pénzem’.

Egyes kötőszók egymás szinonimái:
- але – та ’de, azonban, viszont’:

Ігор пише, але й думає про сьогоднішні зустрічі ’Ihor ír, de ugyanakkor a mai találkozókra is gondol’;
Я полетів би до тебе, та грошей не маю;
- або – чи ’vagy’:

Олекса або/чи Богдан будуть у нас завтра;
Vannak alaki változatokkal rendelkező kötőszók: ні/ані ’se(m)’, хоч/хоча ’bár’, мов/ немов/ немовби ’mintha’, щоб/щоби ’hogy’ (célt kifejező).
Az ’és’ jelentésű kötőszót háromféleképpen lehet kifejezni:
- Két szóváltozat a hangtani kontextustól függ: брат i [i] сестра (mássalhangzó után) – сестра й [j] брат (magánhangzó után) ’fivér és nővér’.
- Az előbbiek szinonimája та: брат та сестра.

### A partikula
Az ukrán grammatikában partikula alatt többféle változatlan alakú szavakat értenek.
Vannak köztük alaktani funkciót betöltő szócskák, mint a feltételes mód morfémája, б(и), pl. я хотів би (hn.) / я хотіла б (nn.) ’szeretnék / szerettem volna’.
Хай vagy нехай több funkciót tölt be:
- Harmadik személy cselekvésének megengedését fejezheti ki: Хай він прийде ’Hadd’ jöjjön (ő)’.
- A mondat hanglejtésétől függően kifejezhet 3. személy cselekvésére vonatkozó kívánságot vagy parancsot: Нехай він прийде! ’Bár jönne!’ vagy ’Jöjjön (ő)!’
- Jókívánságot fejez ki: Хай живуть вони довгі роки! ’Sokáig éljenek (ők)!’ (szó szerint ’... ’hosszú éveket’), Хай живе! ’Éljen!’

Же állítás elfogadására apellál: Biн же знав це! ’Hiszen ő tudta ezt!’
Kérdő partikulák az alábbiak:
- Чи az eldöntendő kérdés elején áll. Pragmatikai szempontból semleges: Чи ти там був? ’Voltál ott?’
- Хіба? és Невже? ’Vajon?’, ’Valóban?’ kérdő mondat elején vagy mondatszókként használatosak, csodálkozást vagy kételkedést fejeznek ki a címzett által mondottakkal szemben.

Az igenlésre használt mondatszó, так ’igen’ is partikulának nevezett, valamint ’nem’ és ’ne’ megfelelői:
- Нi eldöntendő kérdésre válaszol, pl. Ще ні ’Még nem’.
- Нi -nek ’se(m)’ is a jelentése: Ніхто не бачив ні комедії, ні трагедії ’Senki nem nézett sem vígjátékot, sem tragédiát’.
- Нe igét (pl. нe знаю ’nem tudom’, щоб не забули ’hogy ne felejtsék el’), határozószót (pl. не більше ’nem több’) és egyéb szófajokat tagad.

## Mondattan
Ebben a szakaszban az ukrán mondattan csak főbb aspektusai jelennek meg.

### A kérdő mondat
Az eldöntendő kérdő mondatot jelezheti csak az utolsó szaván hirtelen emelkedő hanglejtés is, pl. Ти був там? ’(Te) ott voltál? / voltál ott?’ Jelezheti a чи kérdő partikulával való kezdése is, és akkor a hanglejtése kevésbé emelkedik, valamint megváltozik a szórendje: Чи ти там був?
A kiegészítő mellékmondat azzal a kérdő névmással vagy határozószóval kezdődik, amelyik a válaszban kért mondatrészre utal (lásd fentebb a Kérdő és vonatkozó névmások és A határozószó szakaszokat).

### A felszólító mondat
A parancsoló felszólító mondat állítmánya rendszerint felszólító módú befejezett szemléletű ige, a tiltóé pedig folyamatos szemléletű:
Скажи йому правду! ’Mondd (meg) neki az igazat!’ vs. Не кажи йому правди! ’Nem mondd (meg) neki az igazat!’
A közvetetten harmadik személyhez intézett parancs mondat elején a (не)хай partikulával, és kijelentő módú igével történik: (Не)хай він прийде! ’(Ő) jöjjö!’
Nyomatékosabb parancsként vagy tiltásként a főnévi igenév helyettesíti a felszólító módú igét, pl. Мовчати! ’Hallgass! / Hallgassatok!’, He говорити! ’Ne beszélj! / Ne beszéljetek!’

### Mondatrészek

#### Az alany
Ez a mondatrész rendszerint alanyesetű, ha főnév vagy névmás fejezi ki.
Mivel az ukrán nyelvben nincsenek névelők, az alany helye jelezheti ennek meghatározottságát, illetve meg nem határozottságát:
Студент стукнув у двері ’Az egyetemista kopogott az ajtón’ vs. У двері стукнув студент ’Az ajtón egy egyetemista kopogott’.
Kivétel a tárgyesetű grammatikai alany szenvedő szerkezetben, a személytelenül használt múlt idő egyes szám 3. személyű бути létigével:
Цю книжку було написано мною ’Ezt a könyvet én írtam’ (szó szerint ’Ezt könyvet volt megírva általam’).
Az alany funkciójú személyes névmás gyakrabban használt, mint a magyarban, akkor is, amikor nem nyomatékosított, bár egyéb igeidőkben, mint a múlt, a személyragok is kifejezik. Múlt időben szükséges, mert ebben nincsenek személyragok. Mégis rendszerint elhagyják amikor válaszként megismétli kérdés állítmányát: –Ти там був? – Був ’– Voltál ott? – Voltam.’
Felszólító módú igével a személyes névmás csak az alany nyomatékosítására használatos: Ти іди! ’Te menj!’

#### Az állítmány

##### Az igei állítmány
Múlt idejű alakban, amely a feltételes mód jelen és múlt idejű alakjában is használt, valamint a magyar felszólító mód nem parancsoló vagy tiltó használatának is megfelel, nemben is egyezik az alannyal egyes számban:
Борис читав ’Borisz olvasott’;
Вона умилася ’Ő megmosdott’ (nn.);
Яблуко було на столі ’Az alma az asztalon volt’ (sn.).
Olykor az állítmányt főnévi igenév adja. Ekkor a cselekvő részes esetű határozó:
Чи не поїхати б нам туди човном? ’Nem mehetnénk-e oda csónakkal?’ (szó szerint ’Vajon nem menni nekünk oda csónakkal?’);
Вам не поневолити народ ’Nem tudjátok rabbá tenni a népet’ (szó szerint ’Nektek nem rabbá tenni népet’).
Що хлопцеві робити? ’Mit csináljon a fiú?’ (szó szerint ’Mit fiúnak csinálni?’)

##### A névszói állítmány
Története során az ukrán nyelvből kivesztek a létige jelen idejének alakjai, kivéve az egyes szám harmadik személyű є alak. Ezt is szokásosan elhagyják, és beszédben szünettel helyettesítik. Ez esetben az alany viszonylag magas hanglejtési szinten van, következik a szünet, majd a névszói állítmány alacsonyabb hanglejtési szinten, pl. Biн відомий науковець ’Ő híres tudós’. Olykor mégis használják a є kopulát: Biн є зрадник ’Ő áruló’.
A névszói állítmány és az alany azonosságának a nyomatékosítása céljából a kopula helyett az egyes szám semleges nemű це ’ez’ mutató névmást, vagy a то semleges mutató névmást használják, az utóbbit csak ilyen helyzetben: Роман це/то лiтературний жанр ’A regény irodalmi műfaj’.
A névszói állítmány nemcsak alanyesetű lehet, hanem eszközhatározó esetű, valamint a за elöljáróval tárgyesetű is. Az eset használatának gyakorisága a kopulától függ.
- A létigével más időben, mint a jelen mindhárom eset használható. Az eszközhatározói gyakoribb: Biн був пастухом (E.)/ пастух (A.)/ за пастуха (T.) ’(Ő) pásztor volt’.
- Az elhagyott vagy це/то-val helyettesített kopulával az alanyesetet használják.
- A є kopulával inkább az alanyeset használatos.
- Egyéb kopuláknak tekintett igékkel az eszközhatározó eset csaknem kötelező: Biн став зрадником ’(Ő) áruló lett’, Biн здається менi зрадником ’(Ő) árulónak tűnik nekem’.

Tárgyesetben a névszói állítmány gyakran jelenik meg összehasonlító szerkezetben: Biн менi був за брата ’(Ő) olyan volt nekem, mint egy testvér’.

##### Alárendelt cselekvés főnévi igenévvel való kifejezése
Egyes igéknek nem lehet tárgya névszó, csak főnévi igenév. A kettőnek azonos kell legyen az alanya, pl. Ми стали читати ’Elkezdtünk olvasni’.
Ugyancsak főnévi igenév fejezi ki a meg nem nevezett alany cselekvését, amikor az alapige személytelen, és általános kötelezettséget, szükségességet fejez ki, például a треба változatlan alakú személytelen igével: Треба їсти та пити ’Kell enni és inni’.
A magyarban egyes mellékmondat-típusok igei állítmányának az ukránban főnévi igenév felel meg, ha alanya azonos a főmondatéval. Egyesekben a főnévi igenév előtt kötőszó áll:
Після того як увійти до хати, я розплакався ’Miután beléptem a házba, sírva fakadtam’;
Я б віддав половину життя свого, аби бути щасливим ’Életem felét odaadnám, hogy boldog legyek’.
Olykor a célt kifejező főnévi igenév fakultatívan kötőszóval használt: Ми пішли (щоб) побачити захід сонця ’Elmentünk megnézni a naplementét’.

#### A tárgy
A tárgy többnyire tárgyesetű, amely alakja aszerint különbözik, hogy élőről van-e szó vagy élettelenről: a birtokos esettel azonos alakú, ha élő, az alanyesettel, ha élettelen (lásd fentebb A főnevek ragozása szakaszt).
Latinul genitivus partitivus-nak nevezett birtokos esetű tárgy is van, amely meg nem határozott mennyiséget fejez ki abból, amit a tárgy megszámlálhatatlan vagy megszámlálhatatlanként használt főnévvel megnevez, pl. Вона з’їла хліба ’Megette a kenyeret’ (a darab vagy a szelet kenyeret). Ha egy egészről van szó, akkor tárgyesetben áll: Вона з’їла хліб ’Megette a kenyeret’ (az egész kenyeret).
Szintén birtokos esetű a tárgy tagadó mondatban, amikor nem meghatározott: Він не продав стола ’Nem adott el asztalt’. Személy tulajdonneve is lehet birtokos esetű tárgy, amikor határozatlan determinánssal használt: Ми ніякої Марійки не бачили ’Semmiféle Marijkát nem láttunk’.

#### Az eszközlő határozó
Ez a határozó a melléknévi igenév cselekvője. Eszközhatározó esetű főnév vagy névmás fejezi ki:
закон, затверджений міністром ’a miniszter által jóváhagyott törvény’;
Ти читала книжку, написану мною? ’Olvastad az általam írt könyvet?’

#### A helyhatározó
Olyan igékkel, amelyek cél nélküli mozgást fejeznek ki, a helyhatározót olykor elöljáró nélküli eszközhatározó esetű névszóval fejezik ki:
бігати полями ’(a) mezőkön szalad’;
ходити лісом ’(az) erdőben jár’.
Legtöbbször elöljáró is használatos. A határozó esete az adott elöljárótól függ.
Egyes elöljáróknak csak egy jelentése van, és csak egy esetet követelnek meg. Például крізь, amelynek csak ’keresztül, át’ a jelentése, tárgyesetű határozóban vesz részt: Ми пройшли крізь ліс ’Az erdőn keresztül mentünk.
Több jelentésű elöljárók különböző eseteket követelnek meg jelentésüktől függően, például по:
- a tárgyesetet: іти по молоко ’(a) tejért megy’;[31]
- a locativust: По газону не ходити! ’A pázsitra lépni tilos!’ (szó szerint ’A pázsiton nem járni!’).

Olyan elöljárók is vannak, amelyek azonos jelentéssel más-más esetet követelnek meg aszerint, hogy milyen természetű az ige:
- в (változata у):
  - hely felé való mozgást kifejező igével – tárgyeset: іти в/у кімнату ’a szobába megy’;
  - nem mozgást vagy nem hely felé való mozgást kifejező igével: бути в/у кімнаті ’a szobában van’;
- на:
  - hely felé való mozgást kifejező igével – tárgyeset: іти на тротуар ’a járdára megy’;
  - nem mozgást vagy nem hely felé való mozgást kifejező igével: бути на тротуарі ’a járdán van’;
- між:
  - hely felé való mozgást kifejező igével – tárgyeset: іти між дерева ’a fák közé megy’;
  - nem mozgást vagy nem hely felé való mozgást kifejező igével: бути між деревами ’a fák között van’.

#### Az időhatározó
Egyes időhatározókat az elöljáró nélküli eszközhatározó eset fejezi ki:
- az évszaknevekkel: зимою ’télen’ stb.;
- a nap időszakainak neveivel: ніччю ’éjjel’ stb.;
- határozószó értékű szókapcsolatokban: часом/часами ’időnként’ stb.

Időhatározók egy másik esete az elöljáró nélküli birtokos eset. Csak jelzővel fordul elő:
цього року ’ebben az évben’;
минулого тижня ’a múlt héten’;
одного разу ’egyszer’.
Az у elöljárót a napok és a hónapok neveivel használják, de különböző esetekben:
у понеділок ’hétfőn’ stb. (tárgyeset);
у січні ’januárban’ stb. (locativus).

##### Az órát kifejező időhatározó
A köznyelvben az órát sorszámnévvel fejezik ki, pl. – Котра година? – Восьма’– Hány óra (van)? – Nyolc’ (szó szerint ’– Melyik óra? – Nyolcadik’).
A megfelelő időhatározó főbb szerkezetei:
- о elöljáró + sorszámnév (az óra) locativus esetben: o шостій ’hatkor’ (szó szerint ’hatodikkor’);
- о elöljáró + törtszámnév + на elöljáró + sorszámnév (az óra) tárgyesetben: о пів на сьому ’fél hétkor’;
- о elöljáró + sorszámnév (az óra) + tőszámnév (percek) alanyesetben: о дев’ятій двадцять ’kilenc húszkor’ (szó szerint ’kilencedikkor húsz’).

#### Az eszközhatározó és a társhatározó
Az eszközhatározót elöljáró nélküli eszközhatározó esetben álló névszó fejezi ki, pl. Зубреня стукнуло лісничого лобом ’A bölényborjú homlokával megbökte az erdészt’.
A társhatározó ugyanabban az esetben áll, de a з elöljáróval: Ми говорили з матір’ю ’Beszéltünk a mamával’. A társulás fogalma kiterjedhet élettelenre is: Він пішов з парасолькою в руці ’Elment esernyővel a kezében’.

### Összehasonlító szerkezetek
Középfokú mellékneves összehasonlító szerkezetben azt a szót, amellyel az összehasonlítás történik bizonyos kötőszók vagy elöljárók előzik meg:
- kötőszók: Золото дорожче, ніж/як мідь ’Az arany drágább, mint a réz’.[38]
- elöljárók:
- від + birtokos esetű szó: солодший від меду ’édesebb, mint a méz’;[39]
- за + tárgyesetű szó: Я не бачив нічого кращого за це ’Semmi jobbat nem láttam, mint ez’.

Két felsőfokú mellékneves szerkezet van, mindkettő a birtokos esetet megkövetelő elöljáróval:
Серед усіх батьків вони найсимпатичніші ’Az összes apa közül ők a legrokonszenvesebbek’.
найменший між дітей ’a legkisebb a gyerekek közül’.

### Személytelen szerkezetek
Egyes időjárási jelenségeket melléknevekből származó határozószókkal és, kivéve jelen időben, a létigével fejeznek ki: Сьогодні холодно ’Ma hideg van’, Вчера було тепло ’Tegnap meleg volt’.
Van egy, a fentihez hasonló, érzéseket és érzelmeket kifejező szerkezet, amelyben az ezeket megélő személyt részes esetű névszó fejezi ki:
Мені холодно ’Fázom’ (szó szerint ’Nekem hidegen’);
Мені було сумно ’Szomorú voltam’ (szó szerint ’Nekem volt szomorúan’).
Egyéb érzelmeket kifejező szerkezetekben is részes esetű a megélője:
Мені хочется плакати ’Sírhatnékom van’ (szó szerint ’Nekem akaródzik sírni’);
Нікому було співати ’Senkinek se volt kedve aludni’ (szó szerint ’Senkinek volt aludni’);
Мені було не до сміху ’Nekem nem volt kedvem nevetni’ (szó szerint ’Nekem volt nem nevetéshez’);
Az alany nemlétét olyan személytelen tagadó szerkezetek fejezik ki, amelyekben az alany birtokos esetű:
- múlt időben a létige egyes szám semleges nemű alakjával: Не було хлібів ’Nem voltak kenyerek’ (szó szerint ’Nem volt...’) vs. állító Були хліби (A.) ’Voltak kenyerek’;
- jövő időben a létige jövő idő egyes szám 3. személyű alakjával: Не буде хлібів ’Nem lesznek kenyerek’ (szó szerint ’Nem lesz...’) vs. Будуть хліби (A.) ’Lesznek kenyerek’;
- jelen időben a нема(є) személytelen igével:[41] Нема(є) хлібів ’Nincsenek kenyerek’ (szó szerint ’Nincs...’) vs. Є хліби ’Vannak kenyerek’ (szó szerint ’Van...’).

### A birtoklás kifejezése
Többféle szószerkezet fejezi ki a birtoklást.
Az egyik a birtokos determináns + a birtokot megnevező főnév, fentebb a Birtokos névmás szakaszban bemutatott jellegzetességeivel.
Egy másik szerkezet a birtokost kifejező birtokos melléknév + birtok, pl. бáтьків/материн рукопис ’az apa/anya kézirata’. Ennek szinonimája a birtok + birtokos esetű birtokos szerkezet. Egyetlen birtokos esetében az előbbi szerkezet a gyakoribb, több birtokos esetében az utóbbi használatos: рукопис батькíв ’az apák kézirata’. Megjegyzendő a két típusú jelzőn a hangsúly különböző helye.
Birtoklást kifejező mondatszerkezetekből is több van. Az egyik valamennyire hasonlít az egyik magyar szerkezetre (у elöljárós birtokos esetű birtokos + személytelenül használt létige + alanyesetű birtok): У нього є гроші ’Neki van pénze’. Ennek tagadó változatában нема az állítmány, és a tárgy birtokos esetű: У нього нема грошей ’Neki nincs pénze’.
A fentiek szinonimája a мати ’birtokol’ igés mondatszerkezet:
- állító mondatban tárgyesetű tárggyal: Він має гроші ’Neki van pénze’ (szó szerint ’Ő birtokol pénzeket’);
- tagadó mondatban birtokos esetű tárggyal: Він немає грошей ’Neki nincs pénze’ (szó szerint ’Ő nem birtokol pénzek (B.)’).

Egy másik szerkezet mutató determináns + alanyesetű birtok + az előbbi birtokosát kifejező jelző: Ці гроші мої ’Ez az én pénzem’ (szó szerint ’Ezek pénzek enyéim’).

### A mennyiség kifejezése
Amikor annak a mondatrésznek, amelyet a tőszámneves csoport alkot alanyesetűnek kell lennie, a számnév áll ebben az esetben, és a főnév, amely mennyiségét a számnév kifejezi, abban az esetben áll, amelyet a számnév megkövetel. Eszerint:
- Az один, одне, одна (1) számnévvel a főnév egyes szám alanyesetű: один брат ’egy fivér’, одне село ’egy falu’, одна сестра ’egy nővér’.
- A два/дві (2), три (3) és чотири (4) számnevekkel a főnév többes szám alanyesetű: два брати/села, дві сестри; три/чотири брати/ села/ сестри.
- A п’ять (5) és a további számnevekkel a főnév többes szám birtokos esetű: п’ять братів/ сел/ сестер.

Amikor a tőszámneves csoportnak más esetben kell állnia, mint az alanyeset, a főnév áll abban az esetben, és 999-ig a számnév esetben egyezik a főnévvel, pl. у восьми будинках ’nyolc épületben’ (szó szerint ’nyolcban épületben’) (locativus). Az 1000 és ezen felüli számnevek abban az esetben állnak, amelyben az adott mondatrésznek kell állnia, a főnév pedig többes szám birtokos esetű marad: тисяча (A.) осіб (B.) ’ezer személy’, тисячею (E.) осіб (B.) ’ezer személlyel’.
Az összetett számnevekkel a fenti szabályok az utolsó összetevőre és a főnévre vonatkoznak.
Amikor a gyűjtőszámnevek és az összes többi mennyiséget kifejező névszó alanyesetű vagy határozószó, a főnév többes szám birtokos esetű:
двоє саней ’két szán’;
багато/ мало/ кілька/ сила людей ’sok/ kevés/ néhány/ rengeteg ember.

### Szórend a kijelentő mondatban
Az ukrán kijelentő mondat semleges, azaz nem pragmatikai vagy pszichológiai tényező által befolyásolt szórendjének főbb aspektusai az alábbiak:
- Az alany megelőzi az állítmányt, az állítmány megelőzi a bővítményeit, és ha részeshatározó tárggyal együtt van a mondatban, a részeshatározó megelőzi a tárgyat: Він дав йому книжку ’Ő adott neki egy könyvet’.
- A melléknévi jelző és a determinánsok megelőzik a főnévi alaptagjukat: стара хата ’régi ház’.[42]
- A melléknévből származó határozószóval kifejezett határozó megelőzi az igei alaptagot (Biн приязно дивився на неї ’Ő barátságosan nézett rá’), de egyéb határozószók követik: Biн дивився вперeд ’Ő előre nézett’.
- Az ukrán nyelvet elöljárószók jellemzik, de két szótagnál hosszabbak névutóknak is megfelelhetnek, pl. ’az ő érdekében’ fordítása lehet заради нього vagy його заради.